# Reactor d'aigua supercrítica

Esquema del reactor d'aigua supercrítica.

El reactor d'aigua supercrítica (SCWR) és un concepte de reactor de generació IV, dissenyat com un reactor d'aigua lleugera (LWR) que funciona a pressió supercrítica (és a dir, superior a 22.1 megapascals [3,210 psi]). El terme crític en aquest context fa referència al punt crític de l'aigua, i no s'ha de confondre amb el concepte de criticitat del reactor nuclear.
L'aigua escalfada al nucli del reactor es converteix en un fluid supercrític per sobre de la temperatura crítica de 374 °C (705 °F), passant d'un fluid més semblant a l'aigua líquida a un fluid més semblant al vapor saturat (que es pot utilitzar en una turbina de vapor), sense passar per la transició de fase diferent de l'ebullició.
En canvi, els reactors d'aigua a pressió (PWR) ben establerts tenen un bucle de refrigeració primari d'aigua líquida a una pressió subcrítica, transportant calor des del nucli del reactor a un bucle de refrigeració secundari, on el vapor per conduir les turbines es produeix en una caldera. (anomenat generador de vapor). Els reactors d'aigua bullint (BWR) funcionen a pressions encara més baixes, amb el procés d'ebullició per generar el vapor que passa al nucli del reactor.
El generador de vapor supercrític és una tecnologia provada.
El desenvolupament de sistemes SCWR es considera un avenç prometedor per a les centrals nuclears a causa de la seva alta eficiència tèrmica (~45% vs. ~33% per a LWR actuals) i disseny més senzill. A partir del 2012, el concepte estava sent investigat per 32 organitzacions de 13 països.

## Història
Els reactors refrigerats per vapor superescalfats que funcionaven a pressió subcrítica es van experimentar tant a la Unió Soviètica com als Estats Units des dels anys 50 i 60, com ara la Central Nuclear de Beloyarsk, Pathfinder i el programa Operation Sunrise de GE. Aquests no són SCWR. Els SCWR es van desenvolupar a partir de la dècada de 1990. S'estan desenvolupant tant un SCWR tipus LWR amb un recipient a pressió del reactor com un SCWR tipus CANDU amb tubs de pressió.

## Disseny
El SCWR funciona a pressió supercrítica. El refrigerant de sortida del reactor és aigua supercrítica. L'aigua lleugera s'utilitza com a moderador de neutrons i refrigerant. Per sobre del punt crític, el vapor i el líquid esdevenen la mateixa densitat i són indistinguibles, eliminant la necessitat de pressuritzadors i generadors de vapor (PWR), o bombes de raig /recirculació, separadors de vapor i assecadors (BWR). A més, evitant l'ebullició, SCWR no genera buits caòtics (bombolles) amb menys densitat i efecte moderador. En un LWR això pot afectar la transferència de calor i el flux d'aigua, i la retroalimentació pot fer que la potència del reactor sigui més difícil de predir i controlar. Es necessita un càlcul acoblat neutrònic i tèrmic hidràulic per predir la distribució de potència. La simplificació de SCWR hauria de reduir els costos de construcció i millorar la fiabilitat i la seguretat.

## Avantatges
- L'aigua supercrítica té excel·lents propietats de transferència de calor que permeten una densitat d'alta potència, un nucli petit i una petita estructura de contenció.
- L'ús d'un cicle Rankine supercrític amb les seves temperatures normalment més altes millora l'eficiència (seria ~ 45 % versus ~33 % de PWR/BWR actuals).
- Aquesta eficiència més alta comportaria una millor economia de combustible i una càrrega de combustible més lleugera, disminuint la calor residual (desintegració).
- El SCWR es dissenya normalment com un cicle directe, mitjançant el qual el vapor o l'aigua supercrítica calenta del nucli s'utilitza directament en una turbina de vapor. Això fa que el disseny sigui senzill. Com que un BWR és més senzill que un PWR, un SCWR és molt més senzill i més compacte que un BWR menys eficient que té la mateixa sortida elèctrica. No hi ha separadors de vapor, assecadors de vapor, bombes de recirculació interna o flux de recirculació dins del recipient a pressió. El disseny és un cicle directe, el tipus de cicle més senzill possible. L'energia tèrmica i radiològica emmagatzemada al nucli més petit i al seu circuit de refrigeració (primari) també seria inferior a la d'un BWR o d'un PWR.
- L'aigua és líquida a temperatura ambient, barata, no tòxica i transparent, la qual cosa simplifica la inspecció i la reparació (en comparació amb els reactors refrigerats per metall líquid ).
- Un SCWR ràpid podria ser un reactor reproductor, com el reactor avançat Clean and Environmentally Safe proposat i podria cremar els isòtops d'actínid de llarga vida.
- Un SCWR d'aigua pesada podria generar combustible a partir de tori (4 vegades més abundant que l'urani). De manera similar a un CANDU, també podria utilitzar urani natural no enriquit si es proporciona prou moderació
- La calor del procés es pot lliurar a temperatures superiors a les que permeten altres reactors refrigerats per aigua

## Desavantatges
- Un inventari d'aigua més baix (a causa del bucle primari compacte) significa menys capacitat de calor per amortiguar els transitoris i els accidents (p. ex., pèrdua de flux d'aigua d'alimentació o accident de gran pèrdua de refrigerant) que resulta en accidents i temperatures transitòries massa altes per al revestiment metàl·lic convencional.